# Principat de Gabat
Gabat fou un petit estat tributari protegit a l'agència de Mahi Kantha a la presidència de Bombai.
La superfície cultivada era de 760 hectàrees i la població de 14.30 habitants (el 1881). El thakur de Gabat era un Makwana Koli. Durant les minories un agent britànic dirigia l'estat. El seu tribut era de 2 lliures que es pagaven al raja d'Idar.